# Protaetia bokonjici
Protaetia bokonjici är en skalbaggsart som beskrevs av Miksic 1966. Protaetia bokonjici ingår i släktet Protaetia och familjen Cetoniidae. Inga underarter finns listade i Catalogue of Life.